# My Sassy Girl (película de 2008)
My Sassy Girl es una adaptación estadounidense de la película surcoreana homónima. Está protagonizada por Elisha Cuthbert y Jesse Bradford, y dirigida por Yann Samuell. Ambas películas están basadas en una historia narrada y escrita a través de posts en un blog por Kim Ho-sik, quien posteriormente la adaptó al formato de novela. La película fue lanzada directamente para DVD en los Estados Unidos el 26 de agosto del 2008.

## Reparto principal
- Elisha Cuthbert como Jordan Roark.
- Jesse Bradford como Charlie Bellow.
- Austin Basis como Leo.
- Chris Sarandon como Dr. Roark.
- Jay Patterson como Roger Bellow.
- Brian Reddy como Mr. Phipps
- Jesse Bradford como Bart Bellow.